# 烏希捷山
41°30′38″N 23°38′39″E / 41.51044°N 23.64408°E

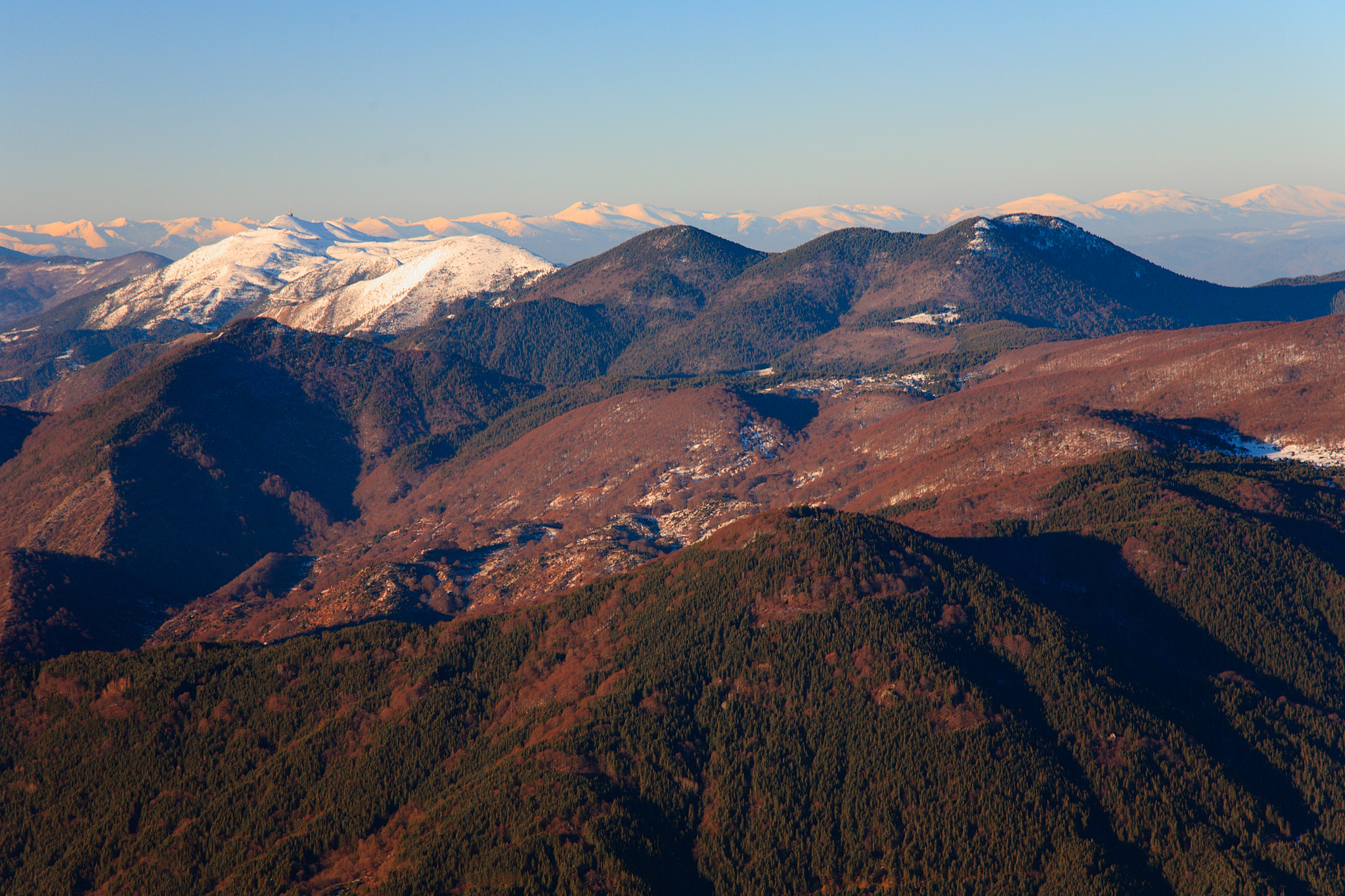

烏希捷山是保加利亞的山峰，位於該國西南部，處於布拉戈耶夫格勒州，屬於皮林山脈的一部分，海拔高度1,978米，該山峰以森林覆蓋。